# Onthophagus transisthmius
Onthophagus transisthmius es una especie de insecto del género Onthophagus, familia Scarabaeidae, orden Coleoptera.
Fue descrita científicamente por Howden & Young en 1981.